# Pont sur l'Akhourian
Le pont sur l'Akhourian est un ancien ouvrage franchissant l'Akhourian à proximité des ruines de l'ancienne capitale arménienne d'Ani, entre la Turquie et l'Arménie.

## Caractéristiques
Le pont est situé dans le sud du site d'Ani, capitale de l'ancien royaume d'Arménie vers l'an 1000. Le site lui-même est situé dans l'extrême est de la Turquie, sur la province de Kars, au contact de la frontière avec l'Arménie.
Le pont était destiné à franchir l'Akhourian, qui matérialise à cet endroit la frontière entre les deux pays. Il s'agit d'un pont en arc simple, donc l'arc s'est effondré. Ne subsiste que les deux culées : l'une au nord sur la rive turque, l'autre au sud sur la rive arménienne.
Le pont comportait une travée de 30 mètres de long.

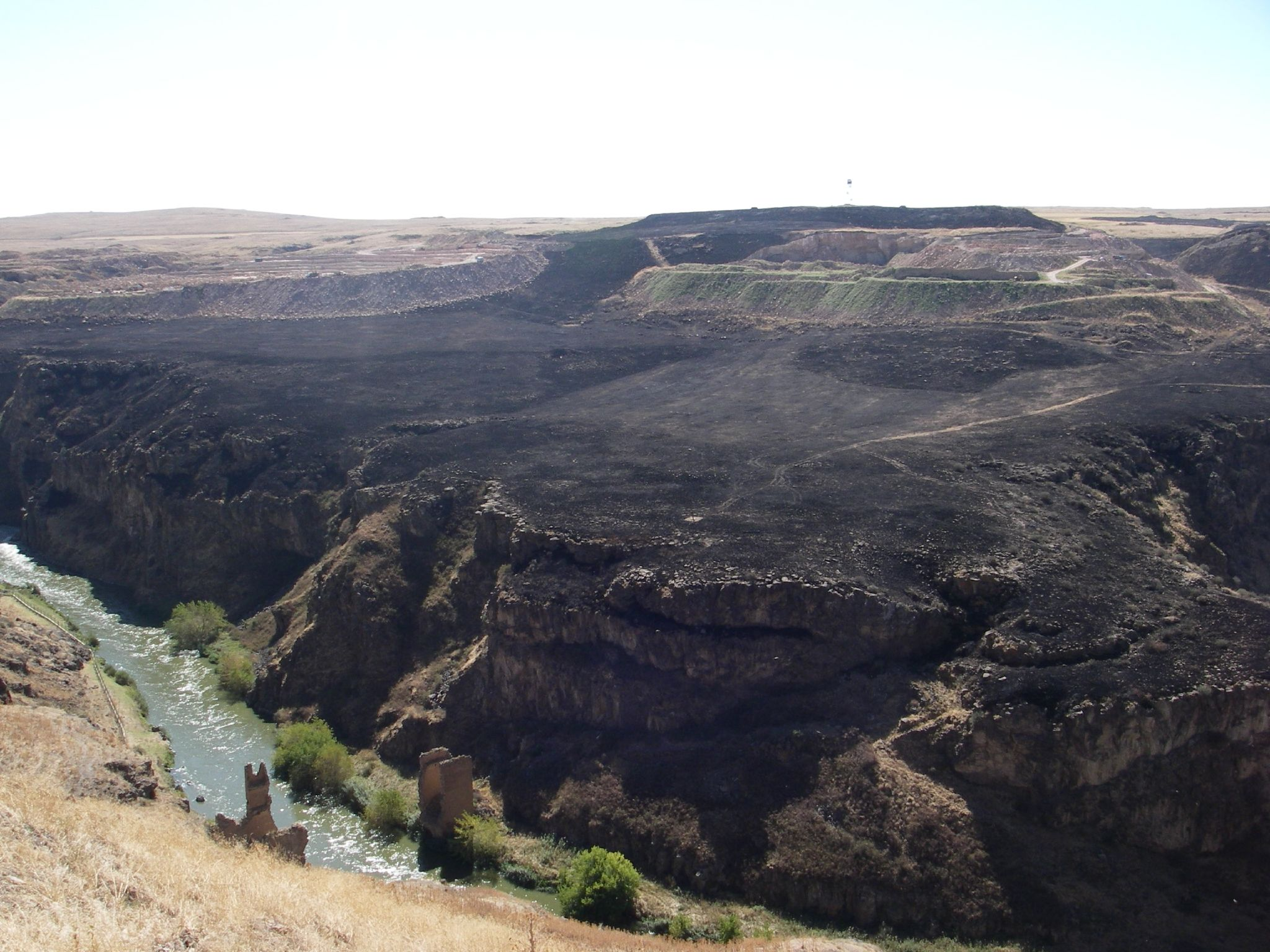
Vue plus large du site, prise depuis le côté turc.
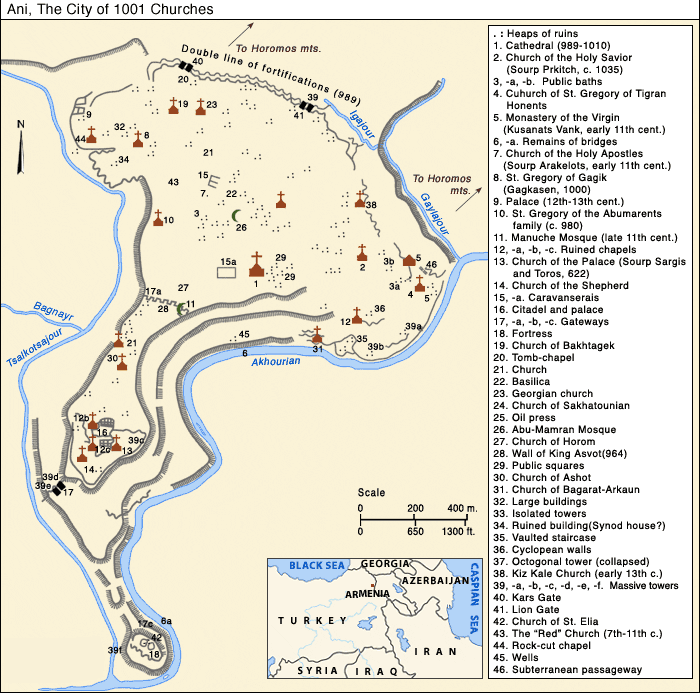
Carte d'Ani. Le pont est situé en 6.

## Histoire
Le pont daterait de la dynastie bagratide, c'est-à-dire entre le Xe et le XIe siècle, mais pourrait avoir été construit jusqu'au XIIIe siècle. L'arche du pont s'est effondrée avant le XIXe siècle.
Le pont était le plus important des trois se succédant et reliant les deux rives de l'Akhourian. Il était emprunté par la route commerciale reliant les pays de l'Orient à la mer Noire.